# Katharine Ross
Katharine Juliet Ross (* 29. Januar 1940 in Los Angeles) ist eine US-amerikanische Schauspielerin und Kinderbuchautorin, die in den 1960er- und 1970er-Jahren einige große Filmerfolge verzeichnete. Die Rolle der Elaine Robinson in Die Reifeprüfung (1967) brachte ihr eine Oscar-Nominierung sowie einen Golden Globe Award ein. Ebenfalls preisgekrönt waren ihre Darstellungen in den Filmen Zwei Banditen (1969), Die Frauen von Stepford (1975) und Reise der Verdammten (1976).

## Kindheit und Jugend
Ross wurde in Hollywood, Kalifornien, am 29. Januar 1940 geboren (obwohl einige Quellen behaupten, dass sie 1942 oder 1943 geboren wurde). Ihr Vater, Dudley Ross, war zuerst bei der US Navy. Er arbeitete auch für die Associated Press. Ihre Familie wohnte in Walnut Creek, Kalifornien, östlich von San Francisco. Katharine Ross absolvierte 1957 die Las Lomas High School. Sie war in ihrer Jugend eine gute Reiterin und war mit Casey TiIbbs, einem bekannten Rodeo-Reiter, befreundet.

## Karriere
Ross studierte ein Jahr am Santa Rosa Junior College, wo sie ihre Schauspielkarriere mit dem Stück The King and I begann. Wenig später gab sie ihr Studium auf und zog nach San Francisco, um dort Schauspiel zu studieren. Sie trat dem Schauspielclub The Actors Workshop bei und verbrachte dort drei Jahre (1959–1962). Als Ross eine Rolle in Jean Genets Der Balkon spielte, erschien sie für diese nackt auf der Bühne. 1964 spielte sie die Rolle von Cordelia in König Lear.
In dieser Zeit begann Ross auch in Fernsehserien in Los Angeles aufzutreten, um weiteres Geld zu verdienen. So arbeitete sie zunächst kurzzeitig bei Metro-Goldwyn-Mayer, unterzeichnete dann aber einen Vertrag mit Universal. Ross probte erfolglos für West Side Story (1961), stattdessen spielte sie ihre erste Fernsehrolle in dem Krimi Sam Benedict im Jahre 1962. 1964 erschien Ross in den Serien Arrest and Trial, Die Leute von der Shiloh Ranch und Rauchende Colts. In ihrem ersten Film Der Mann vom großen Fluß spielte sie an der Seite von James Stewart bereits eine größere Rolle. Kurz darauf 1966 spielte sie zusammen mit James Garner in Gesicht ohne Namen. In demselben Jahr trat sie in dem Film Satanische Spiele auf.
Ende der 1960er-Jahre hatte Ross wichtige Rollen in zwei der berühmtesten Filme dieser Zeit: Elaine Robinson in Die Reifeprüfung (1967) und Etta Place in Zwei Banditen (1969). Nachdem sie an der Seite von Dustin Hoffman in Die Reifeprüfung erschienen war, gewann sie hierfür den Golden Globe Award als beste Nachwuchsdarstellerin. Sie sah sich selbst aber trotz dieser Erfolge nicht als Hollywood-Star: „Ich bin kein Filmstar, das System stirbt und ich würde ihm gerne helfen.“ Sie wurde auch von BAFTA für ihre Rolle in Film Blutige Spur ausgezeichnet. Ross verzichtete auf mehrere Rollen und akzeptierte erst dann die Rolle in dem 1969 erschienenen Zwei Banditen.
Auch später verzichtete Ross auf mehrere Rollen, weil ihr deren Qualität als mangelhaft erschien. Sie wurde von Universal im Frühling 1969 entlassen, weil sie auf die Rolle der Flugbegleiterin in Airport verzichtet hatte.
Ross bevorzugte, auf der Bühne zu spielen, daher verbrachte sie die 1970er zum Teil an kleinen Theatern in Los Angeles. Allerdings arbeitete sie weiter im Filmgeschäft und feierte nach einigen weniger bekannten Filmen wieder mit dem satirischen Horrorfilm Die Frauen von Stepford im Jahr 1975 einen großen Erfolg. Für ihre Hauptrolle wurde sie mit dem Saturn Award als beste Schauspielerin ausgezeichnet. Sie übernahm 1976 die Rolle von Etta Place in dem ABC-Fernsehfilm Wanted: The Sundance Woman. Im selben Jahr spielte sie in dem Film Reise der Verdammten, für den sie ihren zweiten Golden Globe – diesmal in der Kategorie Beste Nebendarstellerin – erhielt.
In der folgenden Zeit spielte Ross in vielen Fernsehfilmen, darunter in Murder by Natural Causes (1979) an der Seite von Hal Holbrook, Barry Bostwick und Richard Anderson, Rodeo Girl (1980),  und Murder in Texas (1981). In der Fernsehserie Die Colbys – Das Imperium trat sie neben Charlton Heston als Francesca Scott Colby auf. Im neuen Jahrtausend spielte sie eine Nebenrolle in Donnie Darko (2001) und mimte die Großmutter in dem Independentfilm Die Delfinflüsterin (2007). 2017 verkörperte sie die Rolle der Ex-Frau von Sam Elliotts Figur in dem Kinofilm The Hero.
Ross ist auch Kinderbuchautorin und veröffentlichte mehrere Kinderbücher.

## Privates
Ross war fünfmal verheiratet. Ihre erste Ehe schloss sie mit dem Schauspieler Joel Fabiani, diese hielt von 1960 bis 1962. In zweiter Ehe war Ross von 1964 bis 1967 mit John Marion verheiratet. 1969 heiratete Ross den bekannten Kameramann Conrad Hall, den sie während der Arbeit an Zwei Banditen kennengelernt hatte. Sie ließen sich 1973 scheiden. Ross war mit Gaetano „Tom“ Lisi von 1975 bis 1979 verheiratet.
Heute ist Ross mit dem Schauspieler Sam Elliott verheiratet, den sie ebenfalls während der Arbeit an Zwei Banditen (1969) kennengelernt hatte. Sie arbeiteten 1978 am Film The Legacy erneut gemeinsam und lernten sich dabei näher kennen. Das Paar heiratete im Mai 1984, vier Monate vor der Geburt ihres einzigen Kindes, einer Tochter.

## Filmografie (Auswahl)
- 1965: Der Mann vom großen Fluß (Shenandoah)
- 1966: Dominique – Die singende Nonne (The Singing Nun)
- 1966: Gesicht ohne Namen (Mister Buddwing)
- 1967: Games, Regie: Curtis Harrington
- 1967: Die Reifeprüfung (The Graduate)
- 1968: Die Unerschrockenen (Hellfighters)
- 1969: Zwei Banditen (Butch Cassidy and the Sundance Kid)
- 1969: Blutige Spur (Tell Them Willie Boy is here)
- 1970: Fools, Regie: Tom Gries
- 1972: Die Spur der schwarzen Bestie (They Only Kill their Masters), Regie: James Goldstone
- 1972: Get to Know Your Rabbit, Regie: Brian De Palma
- 1974: Le Hasard et la violence, Regie: Philippe Labro
- 1975: Die Frauen von Stepford (The Stepford Wives)
- 1976: Reise der Verdammten (Voyage of the Damned)
- 1976: Gesucht: Die Frau des Banditen S., Regie: Lee Philips
- 1978: Der Clan (The Betsy), Regie: Daniel Petrie
- 1978: Der tödliche Schwarm (The Swarm)
- 1978: Das Haus des Satan (The Legacy), Regie: Richard Marquand
- 1980: Der letzte Countdown (The Final Countdown)
- 1982: Flammen am Horizont (Wrong is Right)
- 1982: Die Schattenreiter (The Shadow Riders), Regie: Andrew V. McLaglen
- 1985: Die Colbys – Das Imperium (The Colbys, TV-Serie)
- 1986: Red-Headed Stranger, Regie: William D. Wittliff
- 1991: A Climate of Killing, Regie: J. S. Cardone
- 1997: Home before Dark, Regie: Maureen Foley
- 2001: Donnie Darko
- 2002: Don’t Let Go, Regie: Max Myers
- 2006: Die Delfinflüsterin (Eye of the Dolphin)
- 2013: Wini + George (Kurzfilm), Regie: Benjamin Monié
- 2017: The Hero, Regie: Brett Haley
- 2019: Attachments, Regie: Richard Krevolin

## Bücher
- mit Lisa Mccue (Illustrator): Gute Nacht, Bommelschwanz! Pestalozzi 1993.
- mit Lisa Mccue (Illustrator): Stinki-puh, der kleine Dickkopf.
- mit Lisa Mccue (Illustrator): Quaki, der Tollpatsch.
- mit Lisa Mccue (Illustrator): Brummel ist kein Langschläfer.
- mit Lisa Mccue (Illustrator): Das große Fest der Tierkinder.